# Orgeln der Klosterkirche Muri

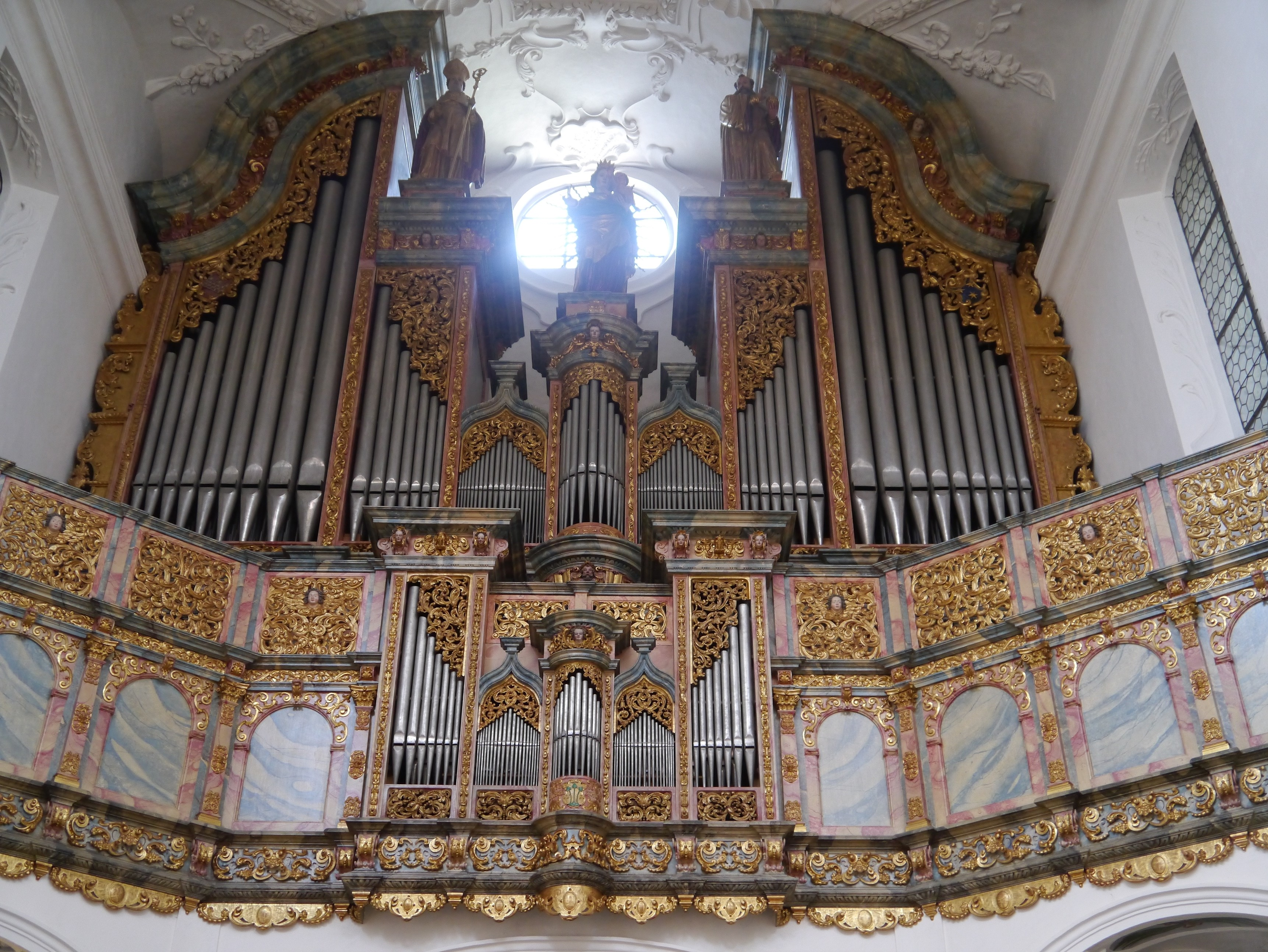
Grosse Orgel

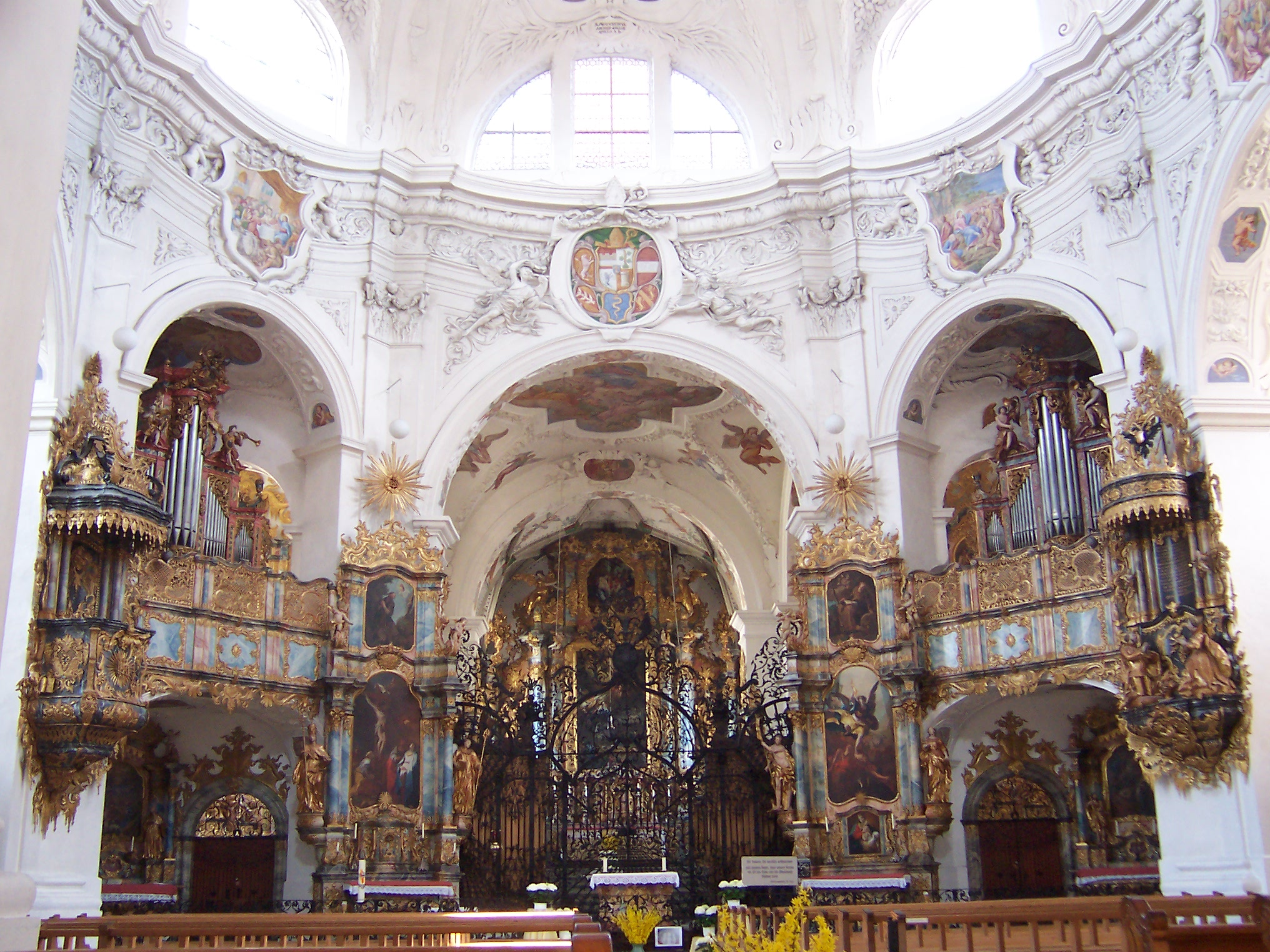
Ensemble von Evangelien- und Epistelorgel

Zu den fünf Orgeln der Klosterkirche St. Martin in Muri gehören die Grosse Orgel aus dem frühen 17. Jahrhundert, zwei kleinere Orgeln aus der Mitte des 18. Jahrhunderts sowie originalgetreue Nachbauten eines Positivs und eines Regals.
Die Grosse Orgel mit 34 Registern befindet sich auf der Westempore der zentralen Kuppelhalle. In den Nischen beidseits des gegenüberliegenden Chorbogens befinden sich zwei weitere Emporen mit Orgeln, rechts über dem Kreuzabnahme-Altar die Epistelorgel mit 16 Registern, links über dem Petrus-Altar die Evangelienorgel mit acht Registern. Das Positiv und das Regal (beide tragbar) werden im Chor verwendet. Die 1992 gegründete Vereinigung «Freunde der Klosterkirche Muri» veranstaltet regelmässig Orgelkonzerte. Auf vier Emporen finden weitere Musiker mit ihren Instrumenten Platz, so dass die Klosterkirche besonders gut für szenische Oratorien geeignet ist.

## Frühere Orgeln
In der ersten romanischen Klosterkirche dürfte es bereits im 12. Jahrhundert eine Schwalbennestorgel gegeben haben, Details über diese Orgel sind jedoch nicht überliefert. Die erste Überlieferung stammt aus dem Jahr 1557, als Meister Balthasar Mygel im Auftrag von Abt Johann Christoph vom Grüth eine neue Orgel baute. Wie eine fast zeitgleich von ihm im Kloster Einsiedeln gebaute Orgel dürfte sie 18 Register gehabt haben. Der Orgelbauer Peter Johann Rietsch baute 1586 die mittelalterliche Schwalbennestorgel ab und versetzte sie in erneuertem Zustand auf die Epistelseite des Lettners; dabei wurden zahlreiche Teile wiederverwendet. Pater Jodocus Schnyder ersetzte 1663 Rietschs Orgel durch eine neue. Orgelmacher Melchior von Zuben baute 1697 für die Evangelienseite eine weitere Orgel.

## Grosse Orgel

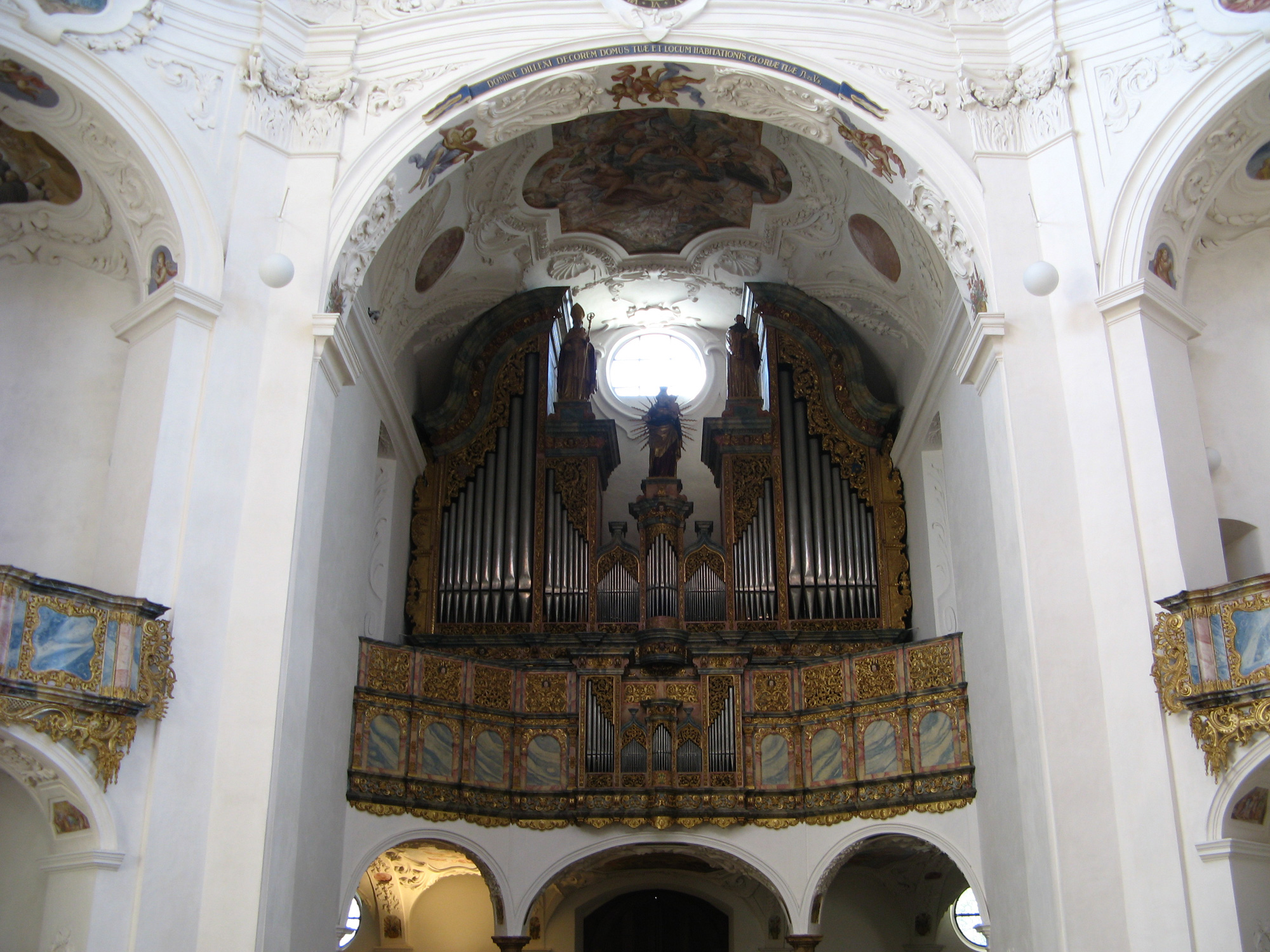
Grosse Orgel

Abt Johann Jodok Singisen legte grossen Wert auf die musikalische Gestaltung der Gottesdienste. 1619 erteilte er Thomas Schott den Auftrag für eine neue Hauptorgel, welche Mygels Orgel ersetzen sollte. Da Schott parallel dazu weitere Aufträge in Saint-Ursanne und Rouffach ausführte, konnte die Orgel in Muri erst 1630 fertiggestellt werden. Die Gesamtkosten inkl. künstlerischer Ausstattung betrugen 5338 Gulden. 1662 führten die Pater Jodocus Schnyder und Bernhard Hüsser erstmals eine Renovation der Grossen Orgel durch. Beim Umbau der Klosterkirche zu einem barocken Oktogon wurde sie zu Beginn des Jahres 1695 demontiert und im Oktober 1696 auf einer neu errichteten Empore wieder zusammengesetzt. Beidseits der Orgel entstanden zwei neue Räume. Im südlichen fand die Balganlage Platz, der nördliche war ein Annex der Bibliothek und dient heute als kleines Orgelmuseum.
1743/44 erweiterten Joseph Bossart und sein Sohn Victor Ferdinand Bossart die Orgel um neun auf 34 Register, ausserdem erhielt sie ein vollständig neues Windwerk. Franz Josef Remigius Bossart (Victor Ferdinands Enkel) nahm 1826 kleinere Veränderungen an der Disposition, der Balganlage und der Registratur vor. 1834 versetzte Conrad Bloch das Rückpositiv über das Hauptwerk. Damit verbunden war eine Anpassung der Spiel- und Registermechanik sowie der Windkanäle. Nach der Aufhebung des Klosters im Jahr 1841 blieb die Orgel fast zehn Jahre lang unbenutzt. 1851/52 beseitigte Friedrich Haas die in der Zwischenzeit aufgetretenen Schäden und tauschte defekte Teile aus.
1903/04 ersetzte Friedrich Goll das gesamte Windwerk. Die Grosse Orgel galt zunehmend als veraltet und entsprach nicht mehr dem Zeitgeschmack. Ohne Rücksicht auf die historische Substanz wurde das Gehäuse 1919/20 durch Orgelbau Goll vollständig ausgeräumt. Die Orgel erhielt ein röhrenpneumatisches Werk mit romantischer Disposition und freistehendem Spieltisch. Rund die Hälfte der ursprünglichen Pfeifen gingen bei diesem radikalen Umbau verloren. Die Firma Goll bestritt die bald darauf erhobenen Vorwürfe, dass die Orgel Konstruktionsmängel aufweise und begründete ihr Vorgehen mit starken Korrosionsschäden. In den folgenden Jahren mussten mehrmals Reparaturen vorgenommen werden. Unter der Leitung des Restaurators Josef Brühlmann und des Orgelbauers Bernhardt Edskes von Metzler Orgelbau wurde die Grosse Orgel zwischen 1965 und 1972 rekonstruiert. Dabei achtete man darauf, den Originalzustand wo immer möglich wiederherzustellen. Erhalten gebliebene Pfeifen wurden wiederverwendet, fehlende nach historischem Vorbild angefertigt. Mit der Rekonstruktion der Balganlage Bossarts durch die Firma Kuhn war die Orgelrekonstruktion 2005 abgeschlossen.
Der Renaissance-Prospekt ist farblich und stilistisch auf die Brüstung der Westempore abgestimmt. Bis auf die Mittelpartie füllt das Gehäuse den Emporenraum vollständig aus. Das Hauptwerk in der Mitte wird beidseits von den Harfenfeldern des zweigeteilten Pedals umschlossen. Das in die Brüstung eingefügte Rückpositiv ist ein Ebenbild des Hauptwerks im halben Massstab. Der Prospekt gliedert sich wie folgt: In der Mitte ein niedriger Rundturm flankiert von zwei Flachfeldern, daneben je ein schlanker rechteckiger Bassturm. Das Gehäuse ist mit zahlreichen verschlungenen Schnitzereien verziert (Pflanzenmotive, Fratzen und Phantasiegebilde). Auf dem Sockel des Rückpositiv-Mittelturms ist das Wappen des Erbauers angebracht. Auf den Türmen des Hauptwerks stehen drei lebensgrosse Statuen des Bildhauers Michael Wickart; sie stellen die Muttergottes, den heiligen Martin von Tours und den heiligen Benedikt von Nursia dar.
| I Hauptwerk C–f3 |         |
| Bourdon          | 16′     |
| Principal        | 8′      |
| Rohrflöte        | 8′      |
| Octave           | 4′      |
| Spitzflöte       | 4′      |
| Kleingedackt     | 4′      |
| Quinte           | 3′      |
| Quintflöte       | 3′      |
| Superoctave      | 2′      |
| Waldflöte        | 2′      |
| Terz             | 1 3⁄5′  |
| Mixtur IV–V      | 1 ⁄3    |
| Hörnlein II      | 2⁄3+1⁄2 |
| Trompete         | 8′      |
| Tremulant        |         |
| Vogelgesang      |         |

| II Rückpositiv C–f3 |          |
| Bourdon             | 8′       |
| Quintadena          | 8′       |
| Principal           | 4′       |
| Flauto              | 4′       |
| Octave              | 2′       |
| Spitzflöte          | 1 ⁄3     |
| Sesquialtera II     | 1 ⁄3+4⁄5 |
| Cimbel III–IV       | 1′       |
| Vox humana          | 8′       |
| Tremulant           |          |

| Pedal C–f1     |      |
| Principalbass  | 16′  |
| Sub-Bass       | 16′  |
| Octavbass      | 8′   |
| Bassflöte      | 8′   |
| Quintadenbass  | 8′   |
| Octave         | 4′   |
| Bauerflöte     | 2′   |
| Grossmixtur VI | 2 ⁄3 |
| Posaune        | 16′  |
| Trompete       | 8′   |
| Trompete       | 4′   |

## Epistelorgel

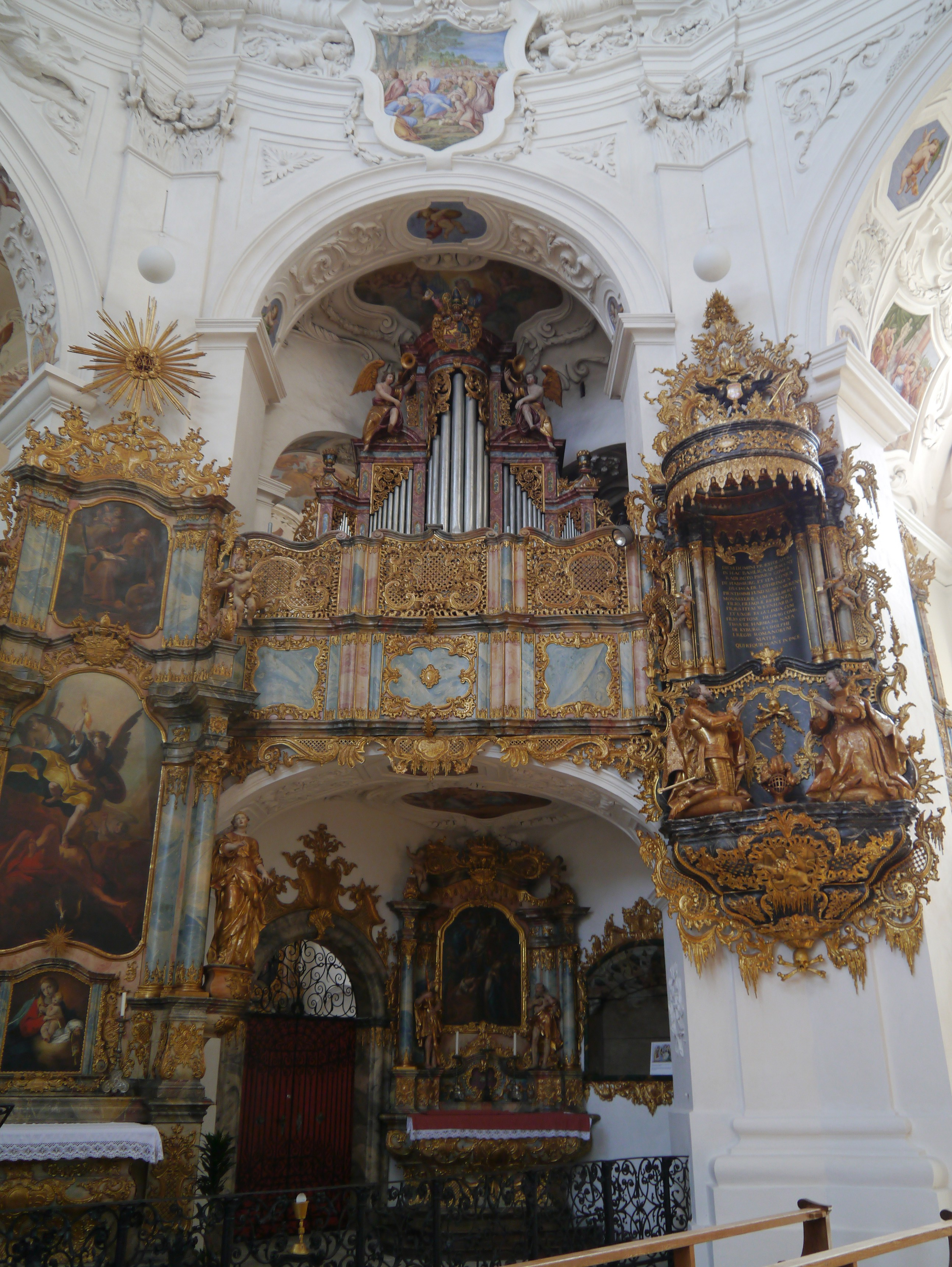
Epistelorgel

Die von Fürstabt Gerold Haimb beschlossene Neuausstattung der Klosterkirche umfasste auch die Ersetzung der beiden kleineren Orgeln Schnyders und von Zubens. Joseph und Victor Ferdinand Bossart bauten im Jahr 1743 für 2000 Gulden zwei neue Orgeln für die Emporennischen. Die Epistelorgel besass ursprünglich 14 Register. 1818 baute Michael Gassler neue Windladen im Bassregister und eine neue Pedaltraktur. Von 1830 bis 1832 ersetzte Franz Joseph Remigius Bossart mehrere Pfeifen, um eine klangliche Verbesserung herbeizuführen, ausserdem erweiterte er die Klaviatur. 1852 machte Friedrich Haas die Orgel wieder bespielbar, sechs Jahre später erneuerte er die Balganlage. Über ein Jahrhundert gab es keine weiteren Veränderungen, bis Orgelbau Metzler 1961/62 eine Restaurierung vornahm. 1991/92 erfolgte eine weitere, kleinere Restaurierung durch Bernhardt Edskes.
Der fünfteilige Prospekt weist die Gestalt einer harmonischen Stufenpyramide über einem kräftigen Gurtgesims auf. Der zentrale Rundturm dominiert die Pfeifenfront und ist an der Spitze mit einem Akroterion versehen, das mit dem Wappen des Fürstabtes Gerold Haimb geschmückt ist. Beidseits befinden sich zwei Flachfelder mit Schnitzwerk in Rosettenform. Auf dem darüber liegenden Segmentbogengiebel sitzen zwei musizierende Engel (Hornbläser). Wo immer möglich, stehen die Proportionen im Verhältnis des goldenen Schnitts zueinander.
| I Manual CDEFGA–c3 |      |
| Principale         | 8′   |
| Coppel             | 8′   |
| Gamba              | 8′   |
| Octava             | 4′   |
| Flutte dous        | 4′   |
| Nazard             | 2 ⁄3 |
| Superoctave        | 2′   |

| (Fortsetzung)    |             |
| Terz             | 1 3⁄5       |
| Sesquialtera III | 1 ⁄3+1′+4⁄5 |
| Mixtur III       | 2′+1 ⁄3+1′  |
| Corno V          | 8′          |
| Trompe           | 8′          |
| Cleron           | 4′          |

| Pedal CDEFGA–a0 |     |
| Sub-Bass        | 16′ |
| Octav-Bass      | 8′  |
| Fagott-Bass     | 8′  |

## Evangelienorgel

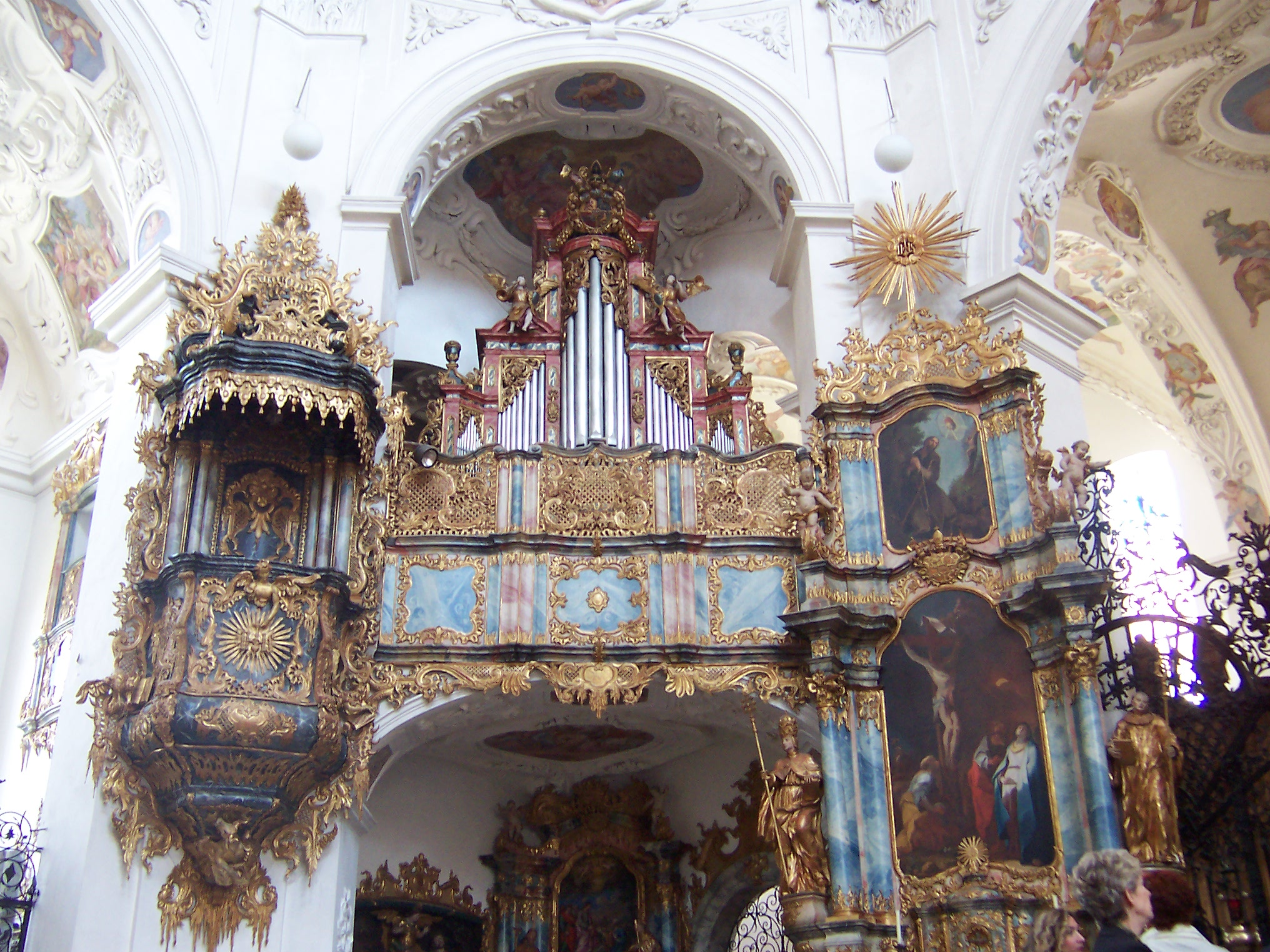
Evangelienorgel

Die ebenfalls 1743 erbaute Evangelienorgel war weitaus weniger in Gebrauch als ihr Gegenstück, da sie sich weiter von der Treppe entfernt befindet. Reparaturen nahm man nur selten vor und um 1850 galt sie als unspielbar. Dies blieb so für mehr als hundert Jahre, bis zur Restaurierung durch Orgelbau Metzler in den Jahren 1961/62. Von der äusseren Erscheinung her ist sie fast spiegelbildlich mit der Epistelorgel, die Unterschiede sind marginal. Ein wesentlicher Unterschied besteht lediglich bei den Engelsstatuen; hier sind es Trompetenspieler statt Hornbläser.
| I Manual CDEFGA–c3 |    |
| Principale         | 8′ |
| Coppel             | 8′ |
| Octava             | 4′ |
| Flutten            | 4′ |

| (Fortsetzung)  |           |
| Superoctave    | 2′        |
| Sexquialter II | 1 ⁄3+4⁄5  |
| Mixtur III     | 2′+1′+2⁄3 |

| Pedal CDEFGA–a0 |     |
| Sub-Bass        | 16′ |

## Kleinorgeln
Ein 1639 vom Orgelbauer Christopherus Pfleger hergestelltes Positiv verschwand um die Zeit der Klosteraufhebung aus dem Inventar und gelangte auf Umwegen in den Besitz der Musikhochschule Berlin; während des Zweiten Weltkriegs ging es verloren. 1644 baute Pfleger zusätzlich ein Regal, das sich heute im Richard-Wagner-Museum in Luzern befindet. 1777/78 baute Karl Joseph Maria Bossart im Auftrag von Fürstabt Gerold Meyer ein Positiv. 1852 verkaufte es der Kanton Aargau an die Kirchgemeinde Mühlau. Um 1900 kaufte sie der Orgelmacher F. M. Beiler, seit 1924 ist sie im Besitz des Landesmuseums Zürich. 1991/92 baute Bernhardt Edskes für die Klosterkirche Nachbildungen des Pfleger-Regals und des Bossart-Positivs, die bis in alle Details den historischen Vorbildern entsprechen.